# Peter Frederik Rist
Peter Frederik Rist, född den 7 juli 1844, död den 25 juni 1926, var en dansk militär och författare.
Rist deltog som frivillig officersaspirant i kriget 1864 och sårades vid Dybbölställningens fall 18 april samma år, blev löjtnant 1866 och avancerade 1894 till överstelöjtnant, men lämnade sin tjänst i armén 1904. 
I sin första bok, Fra stövlettiden (1884), lämnade han en förträfflig skildring av soldatlivet i Danmark på 1700-talet, och 1899 berättade han med värme Olaf Ryes saga.
Ännu mera uppseende väckte hans ypperliga berättelse En rekrut fra 64 (1889) och sedan följde bland annat Efter Dybböl (1892).
Även äldre tider skildrade han, i Pagebreve (1898, bilder från Fredrik V:s hovliv) och en större berättelse från kriget 1659, Lasse Månsson fra Skaane (1903). År 1898 översatte han Heidenstams Karolinerna.
Rist var vidare medutgivare av tidskriften Museum (1889-1896) och samlingen Memoirer og Breve (1905 ff.) samt ledare av generalstabens krigshistoriska arbeten 1896-1901.

## På svenska
- Soldater (översättning Ernst Lundquist, Geber, 1891)
- Lasse Månsson från Skåne: en berättelse från Karl X Gustafs danska krig (översättning Karin Jensen, Wahlström & Widstrand, 1923)

## Utmärkelser
- Riddare av Dannebrogorden,  1887[2]
- Dannebrogsmännens hederstecken,  1896[2]
- Kommendör av Dannebrogorden,  1913[2]
- Förtjänstmedaljen i guld,  1920[2]

[Redigera Wikidata]